# Michael Fredriksson
Michael Fredriksson (* 11. März 1949) ist ein ehemaliger schwedischer Leichtathlet, der sich auf den Sprint spezialisiert hat. Mit der schwedischen 4-mal-392-Meter-Staffel wurde er 1974 in Göteborg Halleneuropameister.

## Sportliche Laufbahn
Erste internationale Erfahrungen sammelte Michael Fredriksson vermutlich im Jahr 1969, als er bei den Europameisterschaften in Athen mit der schwedischen 4-mal-400-Meter-Staffel in 3:08,9 min den siebten Platz belegte. 1971 schied er bei den Europameisterschaften in Helsinki mit 48,4 s im Halbfinale über 400 Meter aus und belegte mit der Staffel in 3:08,18 min erneut den siebten Platz. 1973 kam er bei den Halleneuropameisterschaften in Rotterdam mit 47,70 s nicht über den Vorlauf über 400 Meter hinaus und im Jahr darauf schied er bei den Halleneuropameisterschaften in Göteborg mit 47,64 s ebenfalls in der Vorrunde aus. Zudem siegte er mit der 4-mal-392-Meter-Staffel in 3:04,55 min gemeinsam mit Gert Möller und Anders Faager und Dimitrie Grama. Im Sommer belegte er bei den Freiluft-Europameisterschaften in Rom in 46,12 s den sechsten Platz über 400 Meter und gelangte mit der 4-mal-400-Meter-Staffel mit 3:12,6 min den siebten Platz. 1975 schied er bei den Halleneuropameisterschaften in Katowice mit 49,18 s im Semifinale über 400 Meter aus und 1977 kam er bei den Halleneuropameisterschaften in Donostia / San Sebastián mit 48,86 s nicht über die Vorrunde hinaus. Daraufhin trat er nicht mehr international in Erscheinung.
In den Jahren 1970, 1972 und 1976 wurde Fredriksson schwedischer Meister im 400-Meter-Lauf.